# フランシス・ウィラビイ

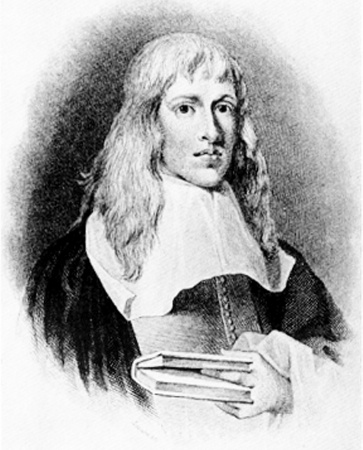
Francis Willughby

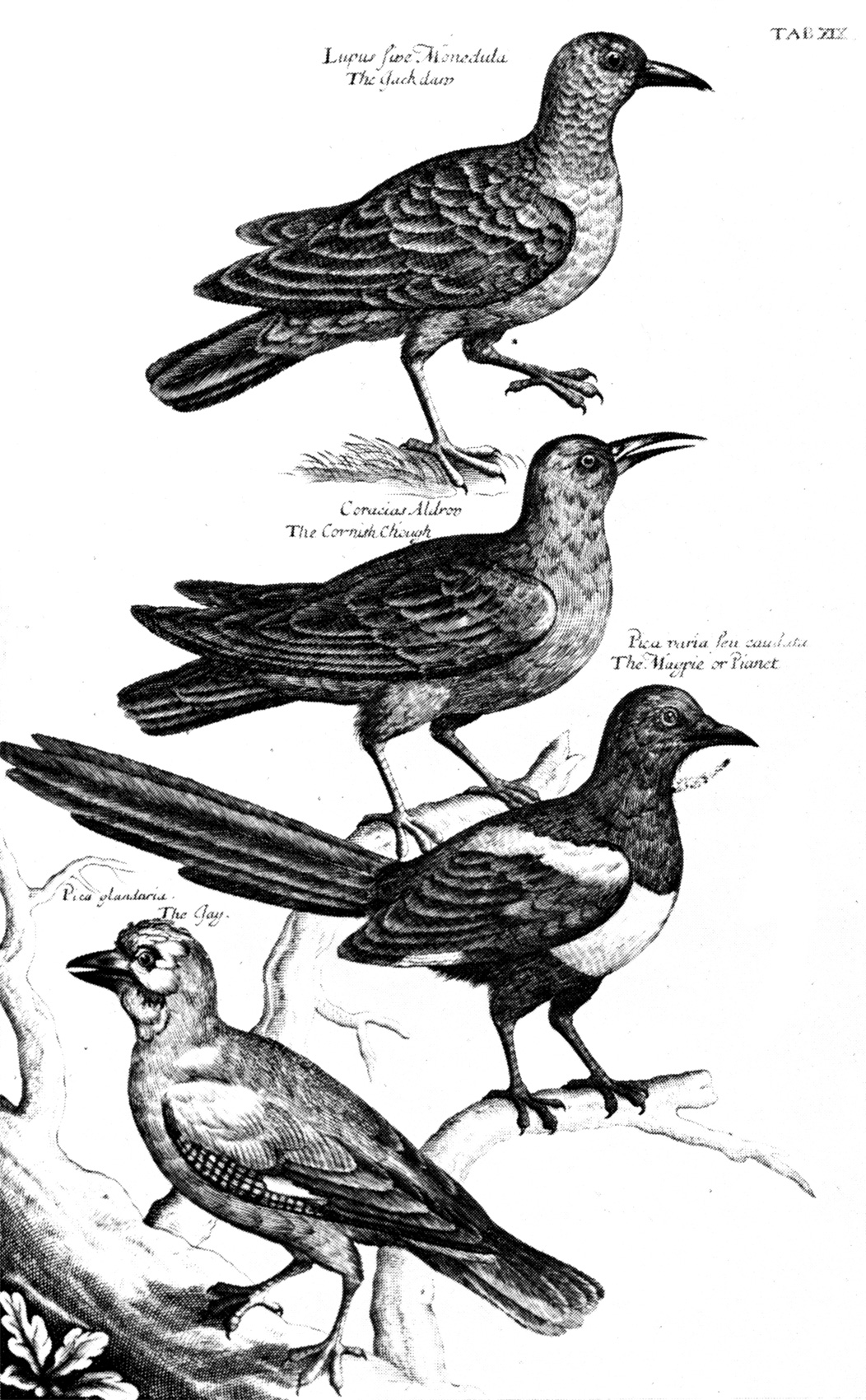
Ornithologiaの図版

フランシス・ウィラビイ（Francis Willughby 時として Francis Willoughby、1635年11月22日 - 1672年7月3日）は、イギリスの博物学者、鳥類学者、魚類学者。

## 人物
ウィラビイは比較的若くして没したが、ジョン・レイがウィラビイの仕事を編集し、発刊した。魚類の関する著書De Historia Piscium（1686年）は日本に伝わり、平賀源内の蔵書となった。
ウォリックシャーのミドルトンホールに生まれた。父親もサー・フランシス・ウィラビイである。ケンブリッジ大学に入り、ジョン・レイの元で学んだ 。1662年に鳥類の繁殖の研究でイギリス沿岸を1663年から1666年の間、オランダ、ドイツ、スイス、イタリアをジョン・レイとともに、調査旅行した。イタリアでレイと別れ、スペイン経由で帰国した。イギリスで研究結果の発表の準備をしたが、胸膜炎により死亡した。没後、レイがウィラビイの著書を発刊した。鳥類に関する著書、Ornithologiaは評価が高い。
ウィラビイとレイがヨーロッパで収集した標本は、ウィラビイが住んだWollaton Hall（現在はノッティンガム市所有）に収蔵された。ウィラビイの論文はノッティンガム大学図書館のミドルトン・コレクションに収められている。1663年王立協会フェロー選出。

## 著書
- Ornithologia (1676年) 英語版のOrnithologyは1678に刊行
- De Historia Piscium (1686年)
- ウィラビイの 'History of Insects' はウィリアム・デラム (William Derham)によって編集されHistoria Insectorum （1710年）として刊行
- 'A Relation of a Voyage made through a great part of Spain, etc'はジョン・レイのObservations ... made in a journey through part of the Low Countries, etc. (1673年)に収録
- 'book of games' が2003年に刊行。